# Fokker PH-AIS

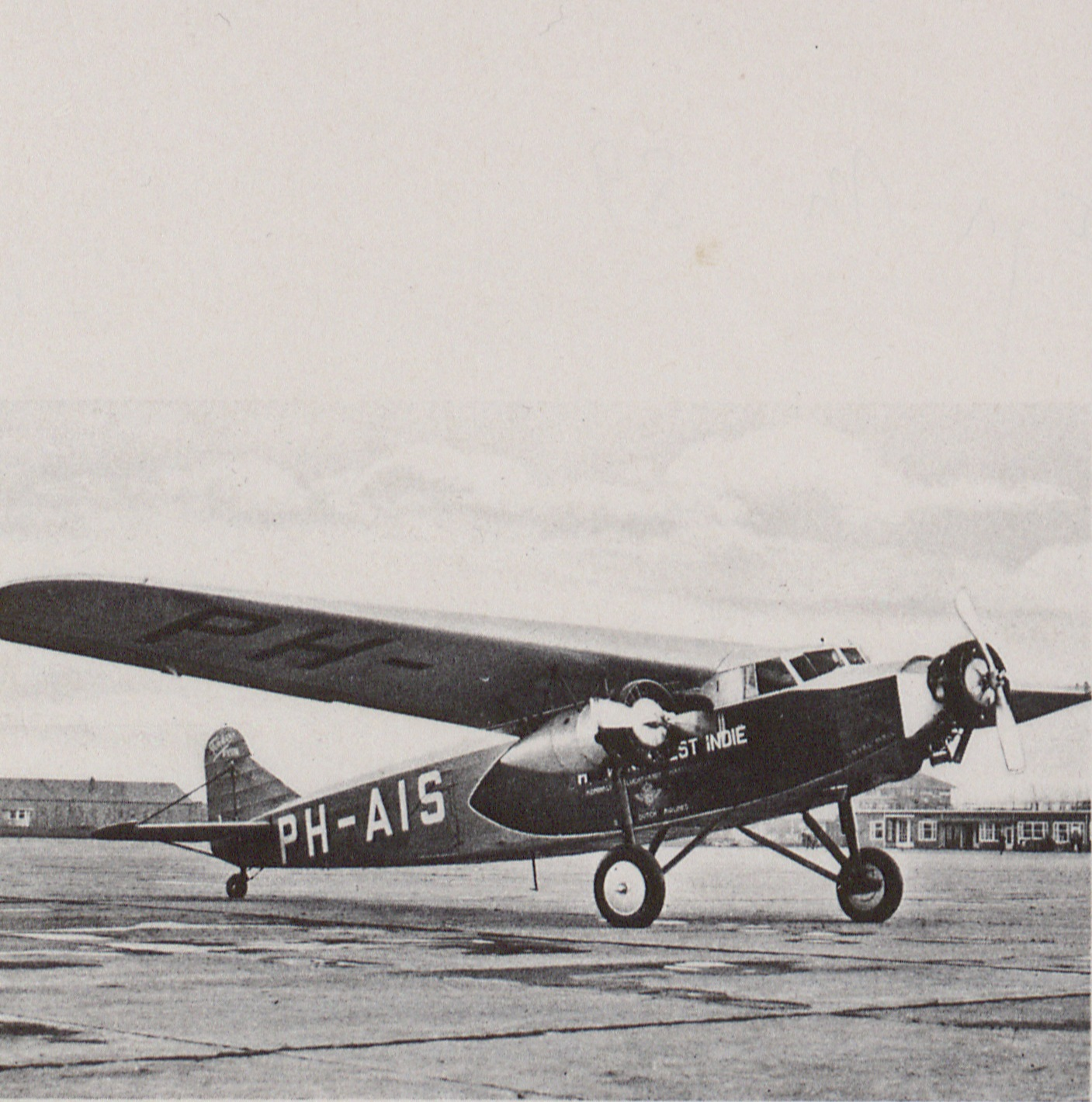
Vliegtuig de Snip

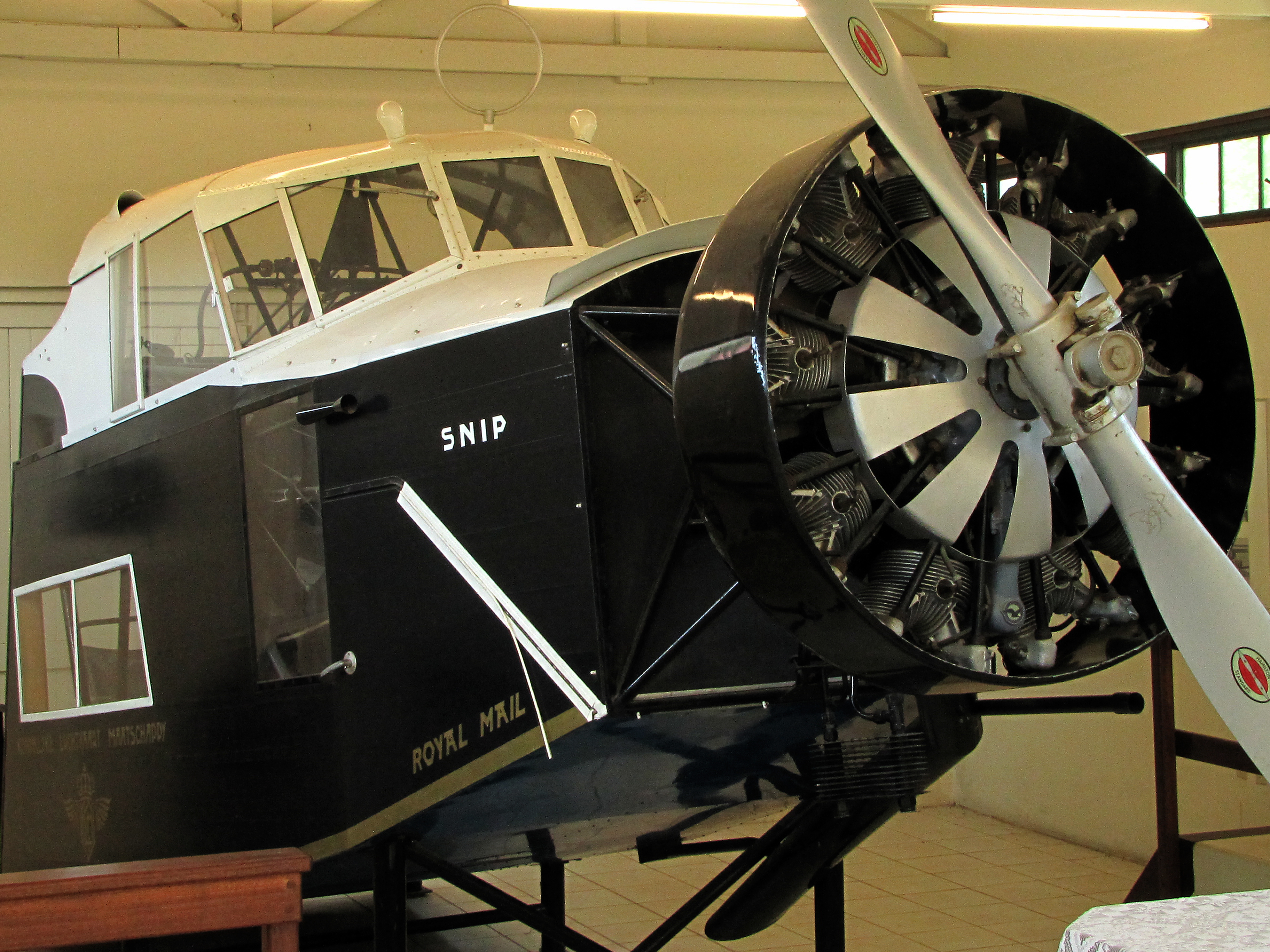
De restanten van de Snip, tentoongesteld in een bijgebouw van het Curaçaos Museum

De Fokker PH-AIS (de Snip) was een Fokker F.XVIII die de eerste trans-Atlantische vlucht van het West-Indisch Bedrijf van de KLM verzorgde van Schiphol naar Curaçao.
Vanwege de grote afstand werd het toestel gemodificeerd. Extra brandstof- en olietanks werden aangebracht, en voorts werd het toestel voorzien van krachtiger motoren van het type Pratt & Whitney Wasp TD-1 met 550 pk elk. Verder werd de reis uitvoerig voorbereid en ondersteund. De Koninklijke Marine stationeerde halverwege de route de onderzeeboot Hr. Ms. K XVIII, en de KNSM zette diverse schepen in ter assistentie bij de navigatie.
Het toestel vertrok op 15 december 1934 rond middernacht, met als bemanning gezagvoerder Jan Hondong, copiloot Jan van Balkom, telegrafist Simon van der Molen en werktuigkundige Leo Stolk. Vanaf Amsterdam werd in een aantal dagen via Marseille, Alicante en Casablanca naar Praia op de Kaapverdische Eilanden gevlogen (de route was kort tevoren aangepast vanwege weersomstandigheden). Daar werd een pauze ingelast van een drietal dagen en werd de Snip klaargemaakt voor de oversteek van de Atlantische oceaan.
Op 19 december 1934 vertrok de Snip en bereikte 17 uur later het vliegveld Zanderij in Paramaribo. Van daaruit werd doorgevlogen naar de eindbestemming Curaçao, waar men op 22 december landde op vliegveld Hato. De afstand van in totaal 12.200 kilometer werd afgelegd in 54 uur en 27 minuten. Voor deze prestatie verkregen alle bemanningsleden een Koninklijke onderscheiding.
Op Curaçao werd de Snip het eerste vliegtuig van het West-Indisch Bedrijf van de KLM. De registratie werd gewijzigd in PJ-AIS.
In 1940 werd de Snip in opdracht van de Marine Luchtvaartdienst verbouwd tot bommenwerper. Er werd een mitrailleur geplaatst in een opening in het dak, en in de bodem werd een gat gemaakt om dieptebommen te kunnen afwerpen op Duitse onderzeeboten. Op 16 februari 1942 zou de Snip daadwerkelijk voor een aanval op een Duitse duikboot zijn ingezet.

Na de oorlog werd het vliegtuig weer ingezet voor het vervoer van passagiers. Eind 1946 werd het buiten gebruik gesteld en gesloopt. De middelste motor en een deel van de cockpit bleven behouden. Ze stonden jarenlang in de tuin van het Curaçaosch Museum te Willemstad, tot in de jaren tachtig besloten werd de restanten in Nederland te restaureren en vervolgens binnen in een dependance van het museum te plaatsen. Sinds 1992 wordt de cockpit met de motor daar tentoongesteld.